# Bunak (Sprache)

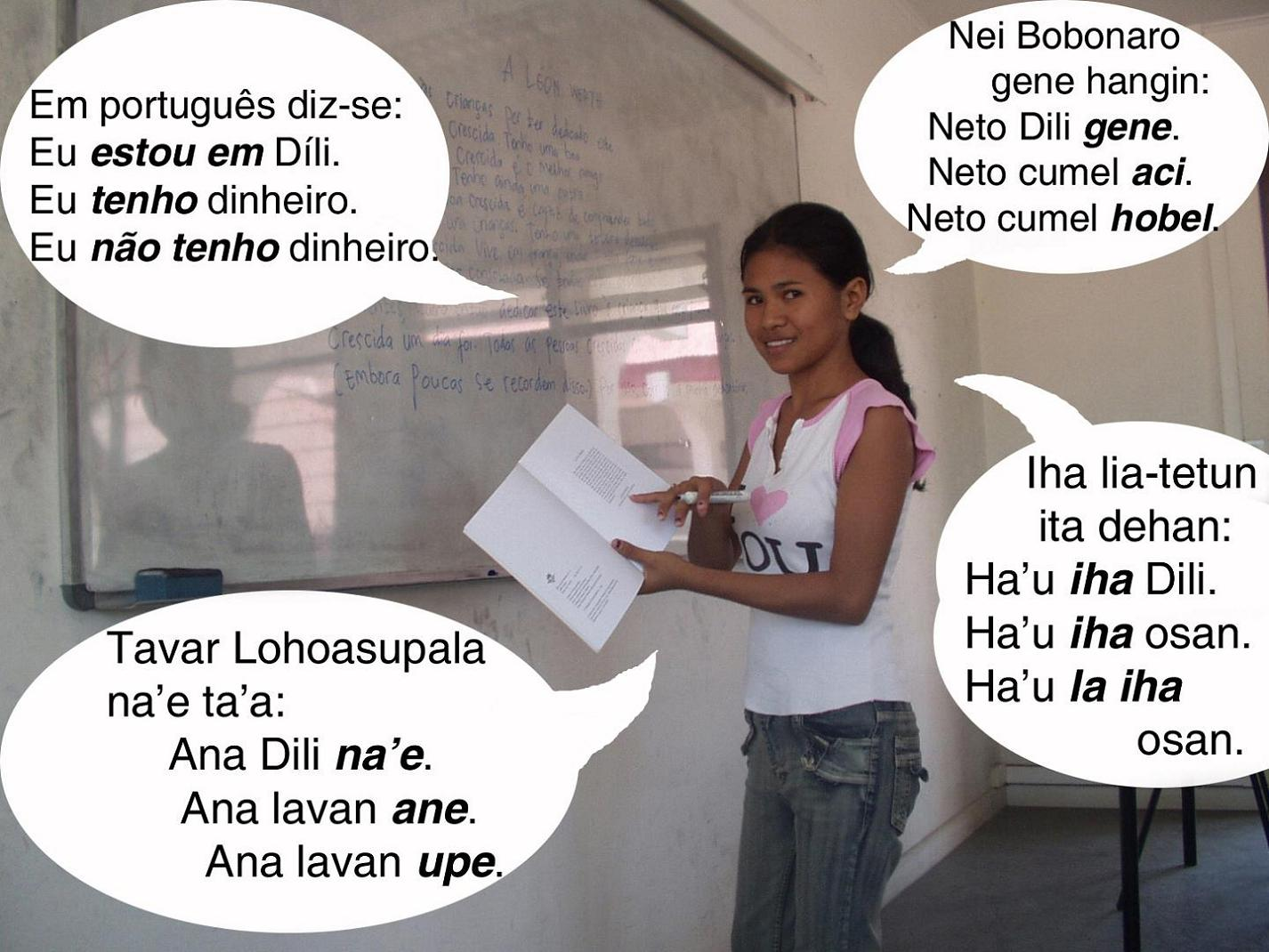
Sprachen Osttimors: Von oben links im Uhrzeigersinn: Portugiesisch, Bunak, Tetum, Fataluku

Bunak (Bunaq, im Nordosten des Siedlungsgebiets Gaiq oder Gaeq) ist eine Papuasprache im südlichen Zentraltimor. Etwa 100.000 Angehörige der ethnolinguistische Gruppe der Bunak verwenden die Sprache als Muttersprache.

## Grundlagen
Die Bunak gehören zu den Ethnien Timors, die eine nicht-austronesische Sprache sprechen, und wahrscheinlich zu den Papuasprechenden Ethnien zählen. Sie sind umgeben von malayo-polynesisch sprechenden Völkern, wie den Atoin Meto, Kemak, Mambai und den Tetum. Bunak unterscheidet sich aufgrund dieser Isolation stark von den anderen timoresischen Papuasprachen Makasae und Fataluku, die im äußersten Osten der Insel gesprochen werden. Außerdem unterliegt Bunak einem stärkeren Einfluss durch die austronesischen Sprachen.
Bunak lässt sich in fünf Hauptdialekte teilen: Südwest, Lamaknen, Nordost, Ainaro und Manufahi. Innerhalb dieser Hauptgruppen gibt es zahlreiche weitere Variationen. Teils gibt es Unterschiede von Dorf zu Dorf. Gegebenenfalls kann man auch noch den Dialekt um Lolotoe als Hauptgruppe definieren.
Die Sprache der Bunak ist eine der 15 in der Verfassung anerkannten Nationalsprachen Osttimors.

## Sprachgebiet
Zentren der Sprache Bunak sind in Osttimor die Orte Bobonaro und Lolotoe in der Gemeinde Bobonaro, Tilomar und Zumalai in der Gemeinde Cova Lima, Cassa in der Gemeinde Ainaro und Betano und Same in der Gemeinde Manufahi. Insgesamt bezeichnen 64.686 Osttimoresen Bunak als ihre Muttersprache.
In Westtimor wird Bunak hauptsächlich im Distrikt (Kecamatan) Lamaknen gesprochen. Zusammen mit anderen Sprachen auch in den Distrikten Raihat, Rai Manuk, Kobalima und Kobalima Timur.

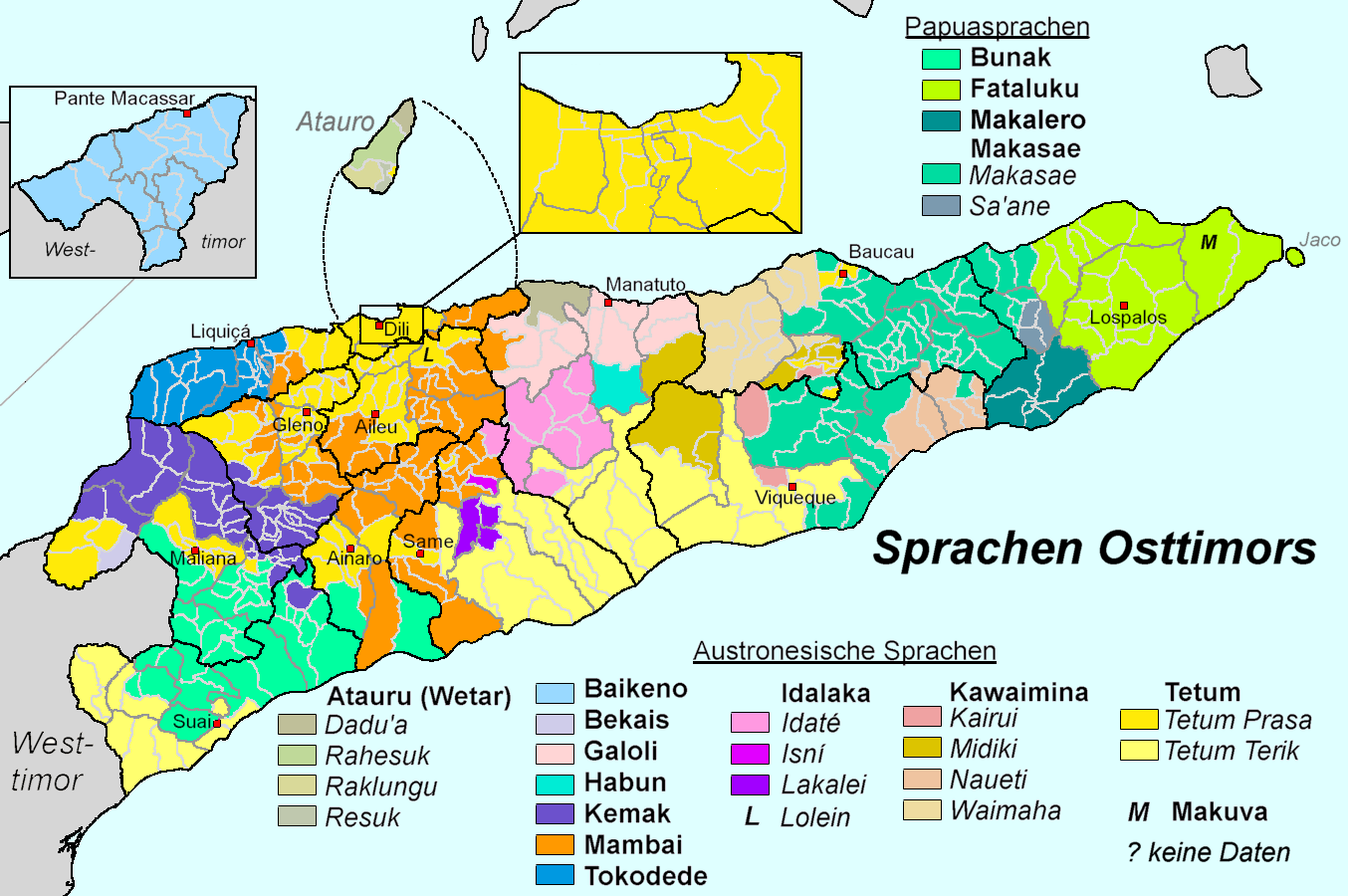
Die größten Sprachgruppen in den Sucos Osttimors.
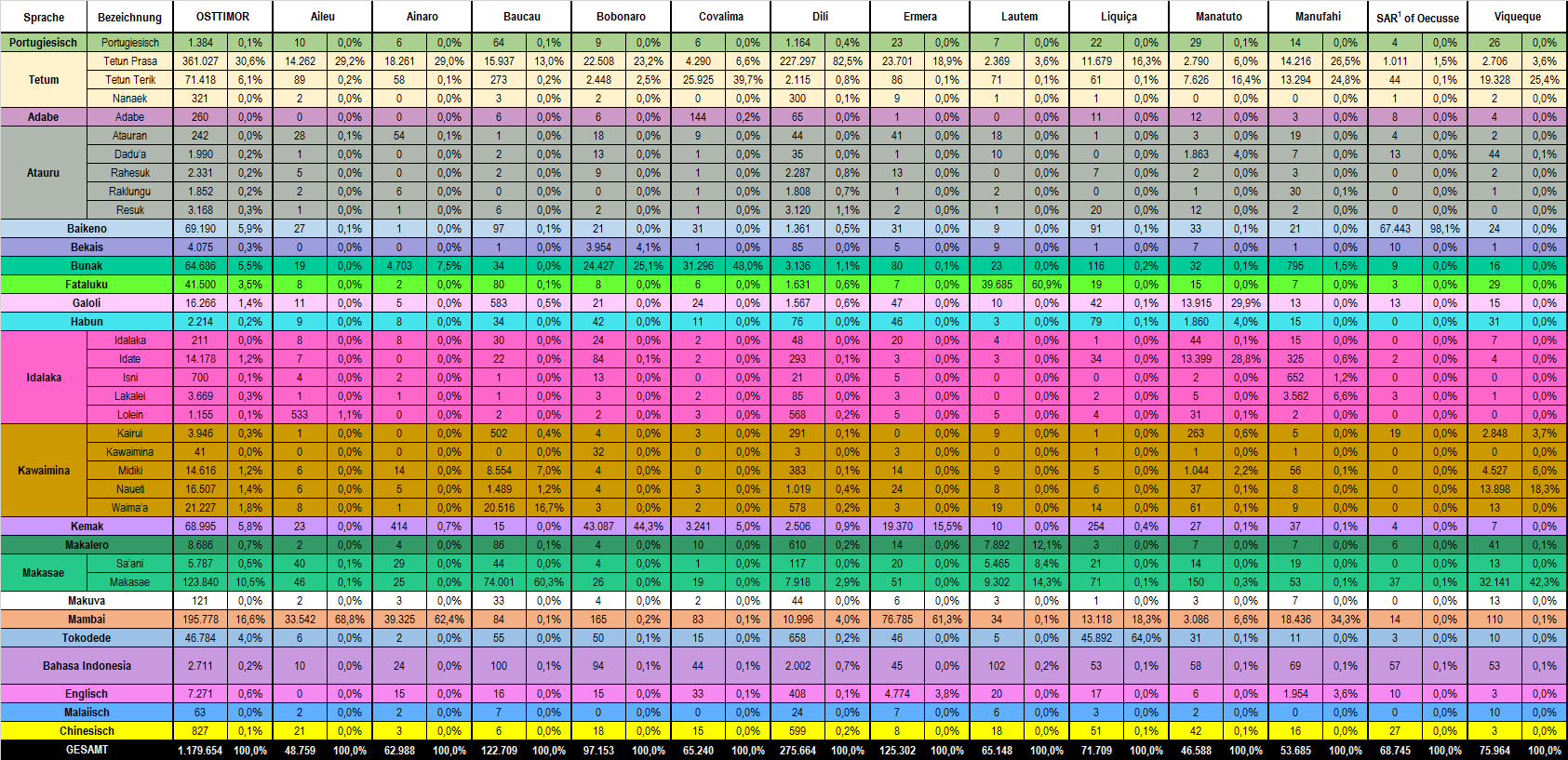
Anzahl der Sprecher der verschiedenen Sprachen in den einzelnen Gemeinden (Stand 2015).
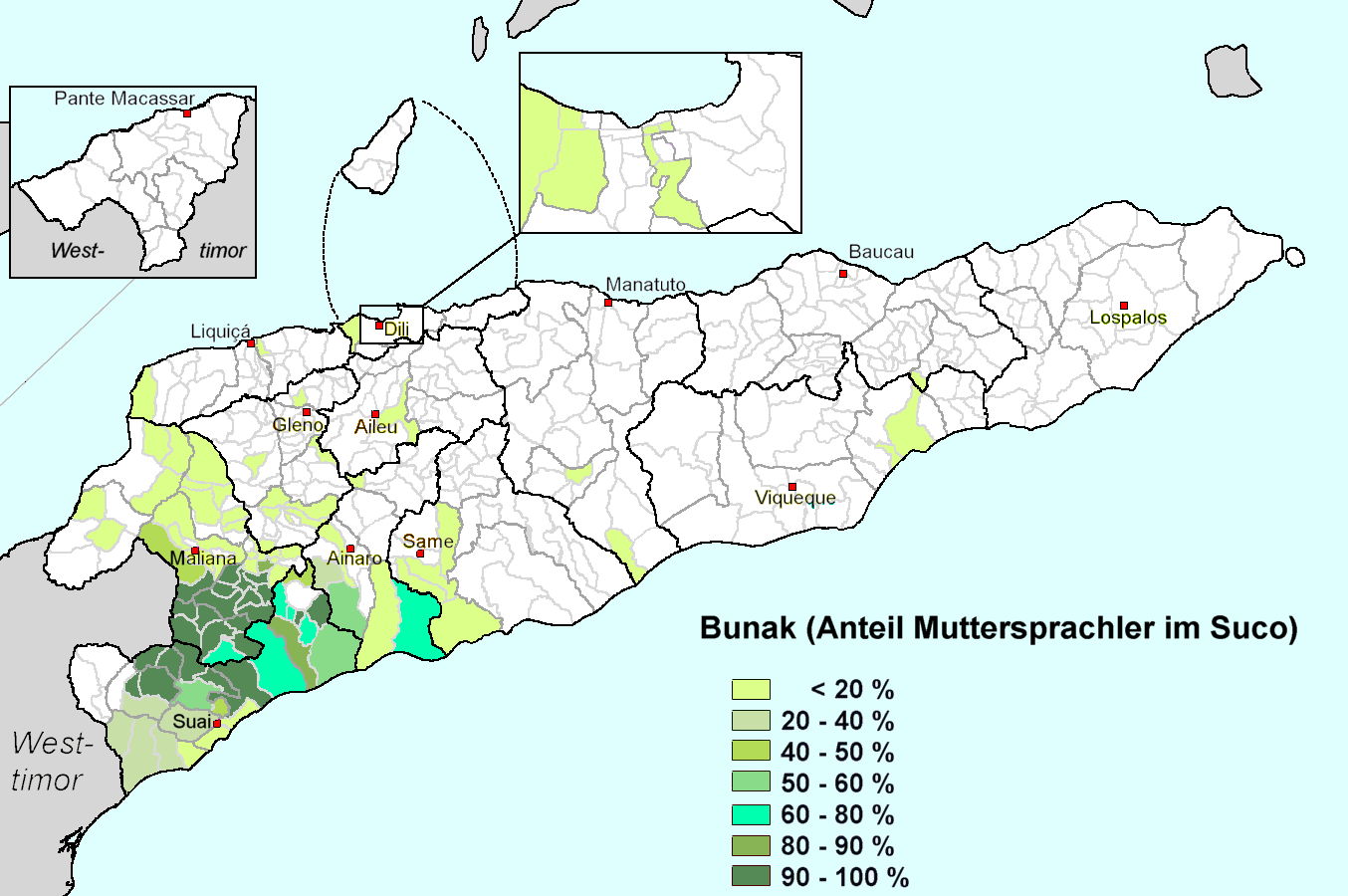
Anteil von Bunak-Muttersprachlern in den Sucos Osttimors
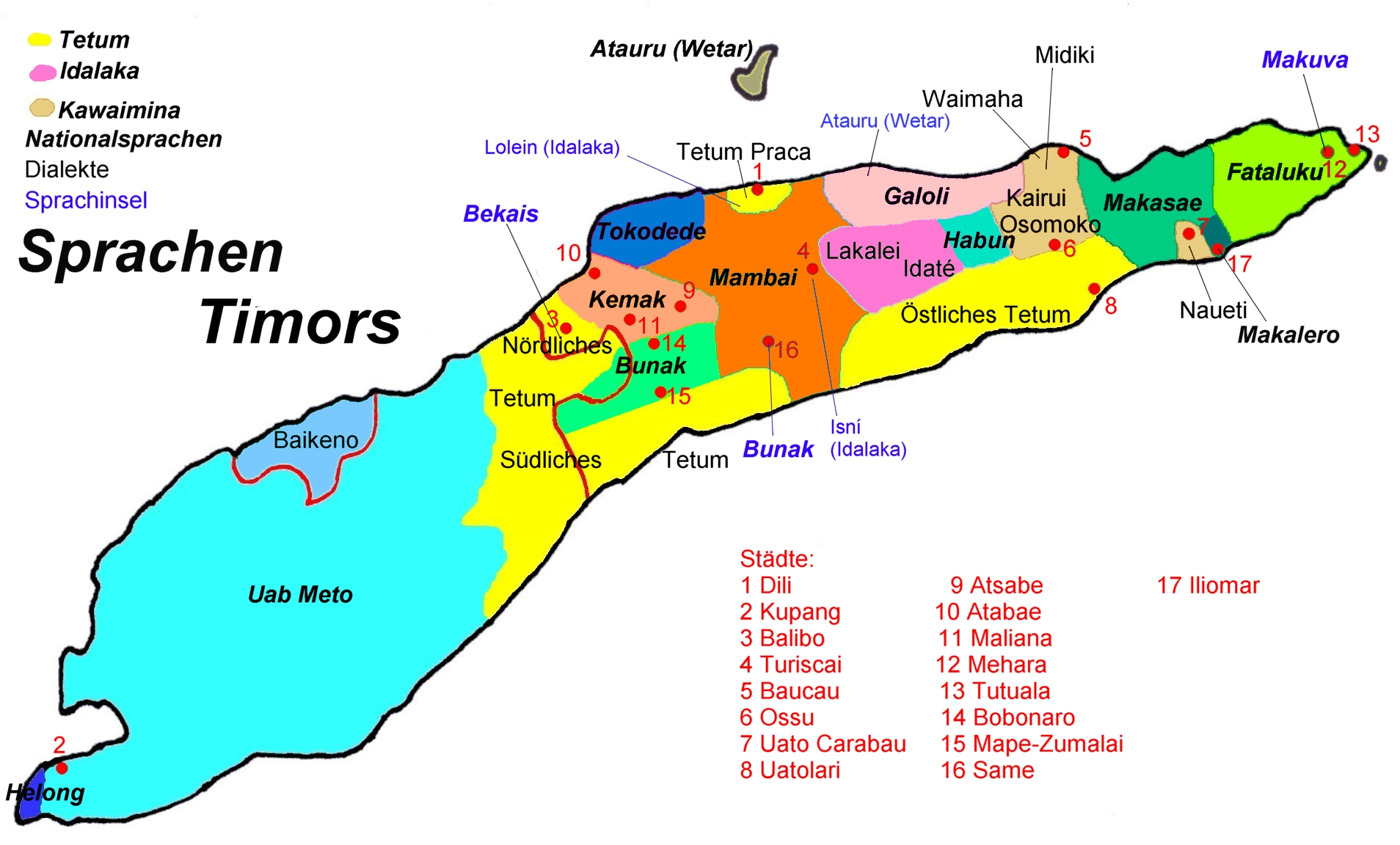
Übersichtskarte von den Sprachen Osttimors

## Vokabular
Der starke Einfluss austronesischer Sprachen macht sich im Vokabular bemerkbar. Über 30 % stammt aus den benachbarten Sprachen Kemak, Tokodede, Uab Meto und Mambai. So leiten sich kaqa (älterer Bruder), nana (ältere Schwester) und tata (Vorfahre) von den Kemak-Wörtern kapa-q, nana-r und tata-r ab. Ama (Vater) findet sich in Tetum, Mambai und Kemak. Baba (Onkel mütterlicherseits) leitet sich vom Uab Meto-Wort baba- her. Auffälligerweise sind die meisten Wörter, die Frauen beschreiben, wie eme (Mutter) oder pana (Frau) nicht austronesischen Ursprungs. Es gibt daher Vermutungen, dass die austronesischen Wörter von eingeheirateten Männern der Nachbarethnien mitgebracht wurden.
Die Wörter im Bunak sind oft stark erodiert, viele bestehen nur noch aus einer Silbe. So ist das Wort für Hund im Fataluku „iparu“ und im Makasae „defa“, jedoch im Bunak nur „zap“. Das Vokabular enthält auch Wörter, die aus der Prä-Papua-Zeit Timors zu stammen scheinen, ebenso Wörter aus Portugiesisch uns Malaiisch.
Im Nordosten verwenden die Bunak als Eigenbezeichnung für sich und ihre Sprache sogar die Wörter Gaiq oder Gaeq, was sich von Mgai, der Fremdbezeichnung durch die Kemak ableitet. Laut der mündlichen Überlieferung der dortigen Bunak gehörten sie früher zum Reich von Likusaen (Likosaen), das mit dem heutigen Liquiçá sein Zentrum im Gebiet der Tokodede und Kemak hatte. Gerade dieses Reich soll für den starken linguistischen Einfluss des Kemaks auf die Sprache der Bunak verantwortlich sein. Zahlreiche Lehnwörter finden sich im Bunak daher aus dem austronesischen Kemak, weniger aus Mambai. In Lamknen übernahmen die Bunak viele Redewendungen aus dem Tetum für rituelle Handlungen. Grund war der Einfluss des Tetum-Reiches von Wehale, von dem Lamaknen eine autonome Region bildete.
| Die Zahlen auf Bunak in verschiedenen Regionen |           |          |           |
| Zahl                                           | Bobonaro  | Zumalai  | Marae     |
| 1                                              | uen       | wen      | uwen      |
| 2                                              | hiro-on   | hili-on  | hile-on   |
| 3                                              | goni-on   | goni-on  | koni-on   |
| 4                                              | goni-il   | goni-il  | koni-il   |
| 5                                              | goni-ciet | goinseet | koni-tiet |
| 6                                              | thomor    | temol    | tomol     |
| 7                                              | hicu      | hitu     | hitu      |
| 8                                              | walu      | alu      | walu      |
| 9                                              | siwe      | sie      | siwe      |
| 10                                             | sogo      | sego     | soko      |

| Wörter in den verschiedenen Dialekten |         |          |         |        |          |
| Deutsch                               | Südwest | Lamaknen | Nordost | Ainaro | Manufahi |
| groß                                  | boʔal   | masak    | tina    | gemel  | kaman    |
| Ehefrau                               | -ip     | pana     | pana    | pana   | pana     |
| Ehemann                               | -enen   | mone     | mone    | mone   | mone     |
| schlafen                              | tier    | ʧier     | malat   | malat  | tier     |
| stehen                                | duʔat   | duʔat    | net     | net    | net      |
| spielen                               | bukuʔ   | bukuʔ    | kisaʔ   | buku   | neun     |
| nicht wollen                          | tiaʔ    | ʧiaʔ     | piaʔ    | boi    | boi      |
| Ich                                   | neto    | neto     | neto    | au     | neto     |
| nicht existieren                      | hobel   | hobel    | hobel   | hazi   | muel     |
| existieren                            | hati    | hati     | aʧi     | hati   | hono     |

## Belege
- Antoinette Schapper: Crossing the border: Historical and linguistic divides among the Bunaq in central Timor
- Antoinette Schapper: Finding Bunaq: The homeland and expansion of the Bunaq in central Timor, S. 163–186, in: Andrew McWilliam, Elizabeth G. Traube: Land and Life in Timor-Leste: Ethnographic Essays, 2011